# 高齒羊
高齒羊（Merycoidodon）是一屬史前的偶蹄目哺乳動物。高齒羊原先的學名為Oreodon，但是這個名稱是一類稱為Orodus的史前鯊魚的異名，故此這個名稱並非有效的科學命名。
高齒羊屬於岳齒獸科，與駱駝有關，且是北美洲的原住民。高齒羊的祖先於始新世出現，而其後裔則出現於上新世，故此一般來說，高齒羊生存了整個第三紀。
高齒羊的身體很長，大小如羊，而四肢很短。牠們的前肢有五趾，但第一趾已退化，後肢則有四趾。牠們的齒列在結構上像鹿的，但卻有顯著的犬齒。